# كاميليون
كاميليون  (Cameleon)، (للبث المباشر) هو برنامج بث فيديو مباشر،
 وتطبيق يعمل بنظام التشغيل iOS (أي أو إس)  ومنصة تسمح للمستخدمين ببث محتوى الفيديو مباشرة  لمختلف وسائل التواصل الاجتماعى، بما في ذلك الفيسبوك ويوتيوب.باستخدام كاميرا USB العادية، أو باستخدام كاميرا ويب، أو، GoPro أو CCTV ، أو كاميرا IP (آى بي)  وجهاز كمبيوتر.
الخدمات متاحة للعموم، بينما البرنامج إما أن يكون مجاناَ  أومدعوماَ بالتبرع ، كما أنه يقوم بتوفير بدائل للخدمات مجاناَ  مثل بريسكوب، فيسبوك لايف، يوتيوب لايف، لايف ستريم، وما إلى ذلك. وتشمل الأنظمة الأساسية المدعومة يوتيوب لايف، فيسبوك لايف، تمبلر، RTSP، RTMP، محرك البحث للتصفح (Wowza)، سيرفر أدوبي فلاش ميديا والعديد من الخوادم الإعلامية.

## البرمجيات المكتبية
كاميليون لنظام الماك (ماك أو إس) هو برنامج البث المباشر الأكثر شهرة لدى الشّركة، والذي أصبح مؤخراَ متاحاَ لكل من ويندوز وiOS . ويدعم البرنامج الكاميرات المدمجة المتّصلة بأسلاك أو بدون أسلاك، والبث المباشر عالى الجودة (HD) وما يصل إلى 6 كاميرات متصلة.

## الخدمة السّحابية
المنصة السّحابية السابقة الخاصة بكاميليون تمّ سحبها في 2014 وأصبحت متاحة فقط للمستخدمين القدامى.